# Colonia Asturias

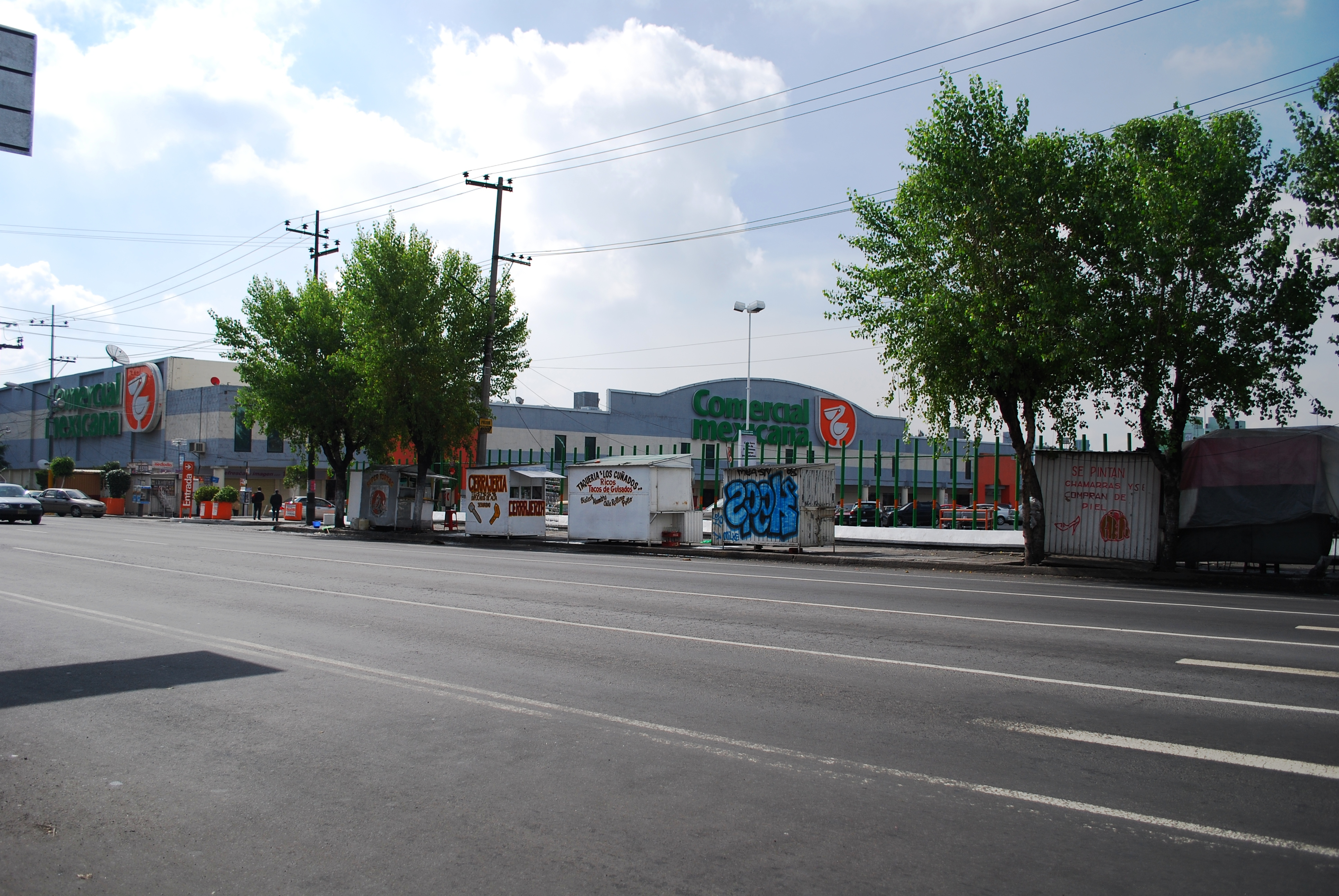
Centro comercial en el lugar donde solía estar el Parque Asturias.

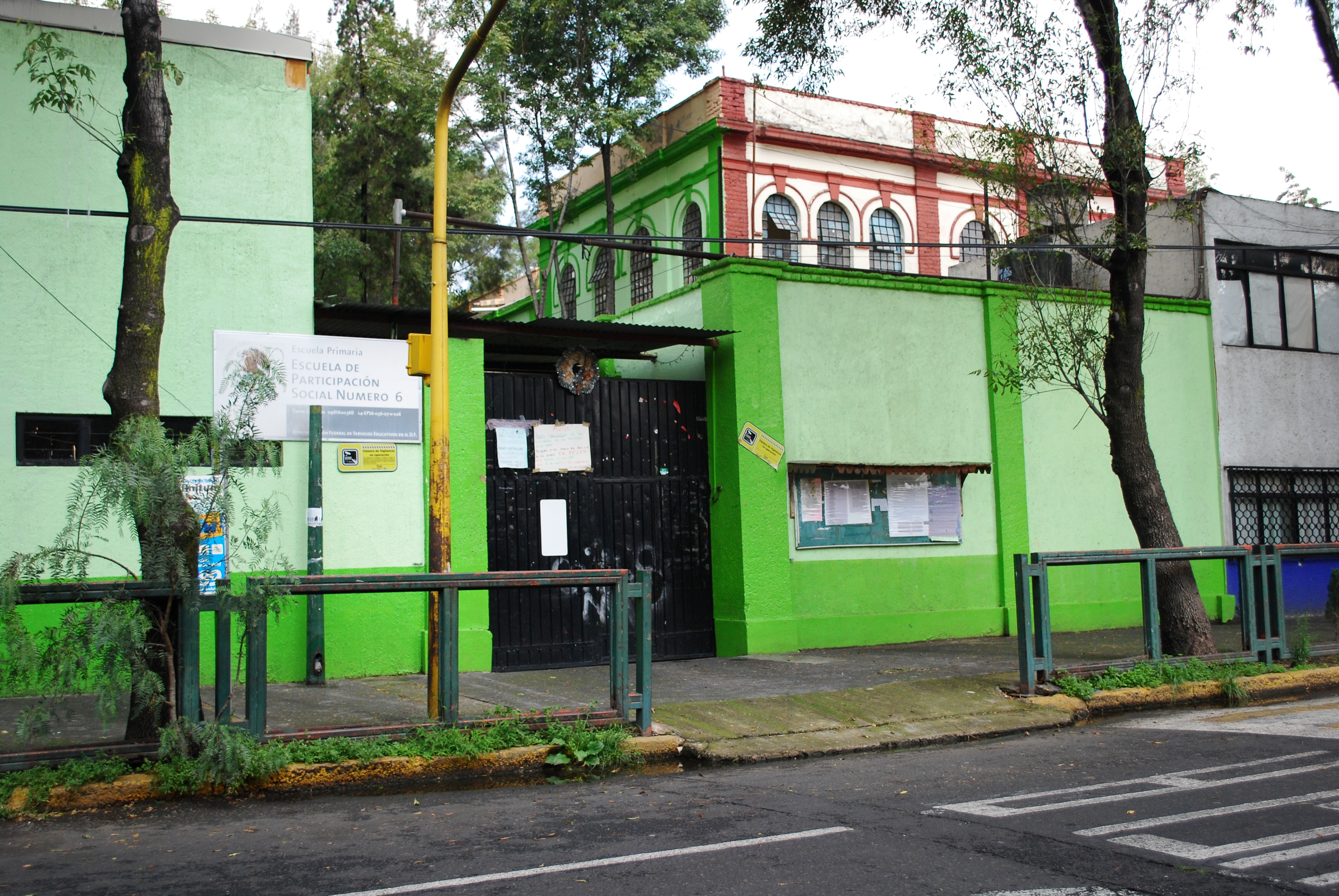
Escuela de Participación Social Número 6

La colonia Asturias es una colonia perteneciente a la alcaldía Cuauhtémoc, al sur del Centro Histórico de la Ciudad de México. Es un colonia residencial, cuyas fronteras están definidas, al norte, por la Calzada Chabacano; al sur, por el Viaducto Río de la Piedad, al este, por la Calzada de la Viga, y al oeste, por la Calzada San Antonio Abad..
La colonia tomó su nombre del Parque Asturias, estadio de fútbol construido en esa zona por el Centro Asturiano de México, el cual estaba en la esquina de la Calzada de Chabacano y la calle José Antonio Torres. El estadio se construyó en 1936, y tenía un aforo para 25 000 espectadores, por lo que fue el primer gran estadio de fútbol en la historia de la ciudad. El primer juego que tuvo lugar allí fue entre un equipo de Brasil y el Asturianos. El equipo publicitario planeaba que, para promover este evento, se lanzará el balón hacia el estadio desde un avión. Este estadio ya no existe, y desde la década de 1970 el terreno estuvo ocupado por una tienda Comercial Mexicana.
La colonia data de 1905, cuando Íñigo Noriega propuso urbanizar lo que entonces se llamaba colonia La Paz. Los planes de construcción de unidades habitacionales se autorizaron en 1907, y se establecieron calles y cuadras, pero no se creó oficialmente la división administrativa llamada colonia. El proyecto se detuvo entonces. En 1913, la compañía Agrícola y Colonizadora Mexicana propuso un proyecto similar, pero también tuvo problemas. Para 1920, ya había casas y cuadras, pero solo semiorganizadas, en las cuales las casas y otras propiedades invadían otros terrenos y colonias. En esta época, aún había un canal que pasaba por la zona. A un lado de este canal, la alcaldía Cuauhtémoc decidió construir una calle amplia que circulara en paralelo, la Calzada de Chabacano, hoy Eje 3 Sur. También en esta época el río de La Piedad aún corría libre, es decir, desentubado.
La colonia tiene tres escuelas, dos de las cuales son privadas: el Centro de Educación Especial y Rehabilitación en calle Oriente y el Colegio Americano Monarca en Ramón Fabie. Hay una escuela primaria pública, la Escuela de Participación Social Número 6 sobre José Antonio Torres. Esta escuela tiene aproximadamente 100 años de antigüedad. Aunque existen esfuerzos de conservación del edificio debido a su valor histórico y arquitectónico, su condición deteriorada ha causado problemas para la operación de la escuela. La Dirección de esta misma declaró en 2008 que los trabajos de reconstrucción no han sido financiados por la alcaldía a pesar de ser necesarios. Ha habido esfuerzos comunitarios para contribuir a estas obras, pero no han rendido los frutos esperados debido a la situación económica de los habitantes de la comunidad.

## Transporte
La colonia cuenta con 2 estaciones de Metro:
- La Viga (línea 8)
- Chabacano (línea 2, línea 8 y línea 9)